# Кущевский, Иван Афанасьевич
Ива́н Афана́сьевич Куще́вский (1847, Барнаул — 12 [24] августа 1876, Санкт-Петербург) — русский писатель и публицист. Писал рассказы и фельетоны, в 1871 году опубликовал свой единственный роман «Николай Негорев, или Благополучный россиянин».

## Биография
Окончил томскую гимназию. В 1866 году приехал в Санкт-Петербург, где долго вёл жизнь бесприютного пролетария. Он помещал рассказы в «Искре», «Петербургском листке» и других изданиях, использовал псевдонимы — Хайдаков («Отечественные записки»), Новый критик, Не поминай лихом («Новости»), Племянник. Но печатался нерегулярно, так что часто приходилось голодать или браться за подённую работу. Однажды, перевозя тачку с грузом с судна на берег, Кущевский упал в Неву. Его спасли, но он простудился и вынужден был лечь в больницу. Здесь он решил написать крупное произведение. Чтобы иметь возможность купить бумаги и свечу, Кущевский продавал другим больным свои порции мяса.
Наконец, роман «Николай Негорев, или Благополучный россиянин» был окончен. Некрасов принял молодого автора очень радушно, крупным авансом вывел его из нужды и поместил роман в своём леволиберальном журнале «Отечественные записки» (1871 год, отдельно роман опубликован в Санкт-Петербурге в 1872 году). Роман имел успех у публики и в литературных кругах, получил высокие оценки в критике и вызвал оживлённые споры.
После романа Кущевский писал рассказы и фельетоны. Единственным значимым произведением Кущевского был очерк из сибирской горнозаводской жизни («Отечественные записки», 1876, под псевдонимом Хайдаков). Деградации писателя способствовало постоянно увеличивавшееся пристрастие к спиртным напиткам.
В последние годы жизни Кущевский был литературным обозревателем «Новостей», «Сына Отечества» и «Пчелы». Отдельно вышли: «Маленькие рассказы. Очерки, картинки и лёгкие наброски» (СПб., 1875) и «Неизданные рассказы» (СПб., 1881). Кущевский уходит из жизни в возрасте 29 лет.

## Творчество
Роман «Николай Негорев» имел успех у публики и в литературных кругах, получил высокие оценки в критике, вызвал оживлённые споры. Аркадий Горнфельд писал: «Появившись отдельным изданием, "Николай Негорев, или Благополучный россиянин" обошёл ещё больший круг читателей — и критика отвечала на их запросы целым рядом статей, уяснявших смысл и значение нового произведения молодого писателя, в котором оптимисты уже провидели грядущего российского Диккенса. Более сдержанные, с одной стороны, ограничивая эти увлечения, с другой — отвечая на ожесточённые нападения, которых также было не мало, старались установить умеренные и соответственные истине взгляды и указывали на бесспорный талант автора, на глубину анализа и теплоту юмора, на тонкость и жизненность его портретов, на общественное значение его типов. Эти оживлённые толки на страницах журналов покажутся нам несравненно более значительными, когда мы заметим в них, как оно и было на самом деле, отголоски ещё более оживлённых толков в среде публики, — той публики начала семидесятых годов, которая не разучилась ещё волноваться и до слёз спорить по поводу свежей книжки журнала... Произведение его имело большой и заслуженный успех и всеми было отмечено как нечто выдающееся. Оно выделялось простым здравым взглядом, чуждым всякого доктринёрства; оно явилось отголоском новых общественных симпатий, воплощённых в оригинальных, ещё никем не отмеченных образах. Полное идейного содержания, оно отвечало и требованиям эстетической критики; нестройное и не во всём законченное, оно не походило на те агломераты полу-публицистического сырья, в которых богатое содержание совершенно терялось за недостатками формы». Однако писатель вскоре превратился в среднего публициста, а через пять лет после публикации умер, из-за чего успех романа не был закреплён. В 1881 году, после выхода посмертного сборника «Неизданные рассказы», критик Отечественных записок писал: «Если бы Кущевский в такой же мере прогрессировал после своего "Негорева", в какой он регрессировал, мы имели бы теперь в нём, говоря без всяких преувеличений, истинно великого писателя. Но не так вышло». Через 20 лет после выхода роман оказался забыт. Только в 1910-е годы в критике появился интерес к писателю, а в 1917 году вышло переиздание романа.

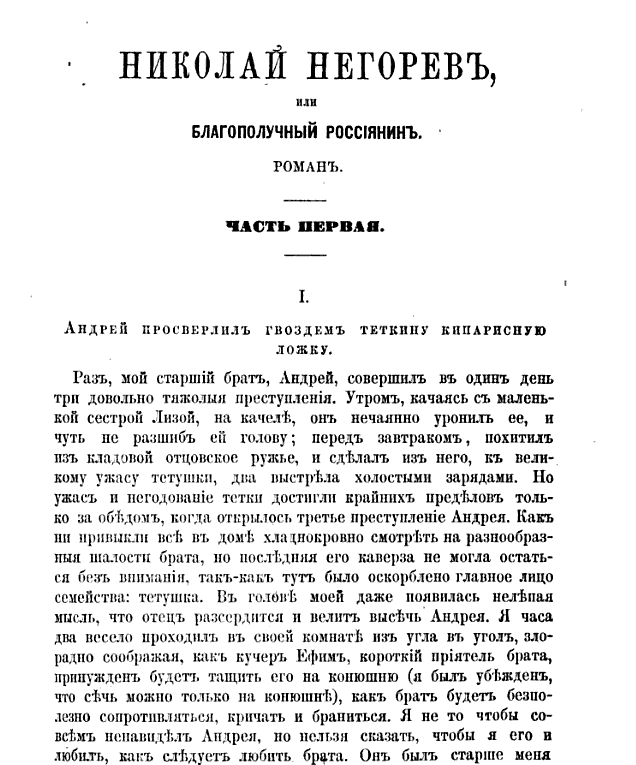
Первая публикация романа «Николай Негорев» в журнале «Отечественные записки»

О значении романа писал Дмитрий Святополк-Мирский в своей «Истории русской литературы»:

С формальной точки зрения «Николай Негорев» не так оригинален, как произведения Помяловского или Успенского. Он написан в довольно традиционной форме жизнеописания, большая часть которого занята детством и отрочеством героя. Герой, от имени которого ведется повествование, — замечательный тип: он умеренно честолюбив, умеренно сообразителен, умеренно труслив, умеренно педантичен уже в мальчишеском возрасте и вырастает в удачливого, самодовольного и эгоистичного бюрократа. Но не эта центральная фигура, хотя и очень хорошо написанная, составляет главное очарование книги. Другие персонажи — бесшабашный, безрассудный и великодушный брат Николая Андрей, их сестра Лиза, фанатичный и причудливый Оверин, невеста героя Софья Васильевна — все эти лица наделены такой убеждающей жизненностью, что могут выдержать сравнение с героями «Войны и мира». У Кущевского — единственная в русской литературе тонкость штриха. По живости и легкости юмора эта книга не имеет себе равных. Данный на более серьёзном уровне, характер фанатика Оверина с чередой его опаснейших и убийственно серьёзных увлечений в школьные годы и пропагандистской деятельности, когда он вырос, сцена смерти Софьи Васильевны — всё это принадлежит к высочайшим достижениям русской литературы. С исторической точки зрения роман дает непревзойденную картину перемен, превративших Россию Николая I в почти анархическую Россию шестидесятых годов.
В 1965 году роман был переведён на английский язык.